# 中国語検定
中国語検定試験（ちゅうごくごけんていしけん）は、一般財団法人日本中国語検定協会が主催する中国語に関する検定試験である。略称は中検である。

## 概要
本検定試験は、中国語に関する試験であり、特に日中・中日の翻訳能力を重視する。また、本検定試験の1級合格者には、「通訳案内士試験」の外国語試験が免除される。1981年の第1回試験実施以降、2019年3月時点で97回行われており（ただし、2011年3月実施予定の73回試験は東日本大震災のため中止）、年間志願者数4万人、2016年1月までの累積志願者数96万人、累積合格者数36万人である。スコア式の「ビジネス中検」ついては、ビジネス中国語協会の協力を得て、2011年までの8年間行われていたが、同年度より現在までのところ休止中である。

## 検定協会と検定試験の沿革
本検定試験の実施主体たる日本中国語検定協会は、1981年に創設された。この時代、中国の「改革開放路線」により、中国が国外に向かって国を開いた時期に当たる。日本でも中国への関心が急速に高まり、中国語を学ぶ人数が増加した。そのため急ごしらえの施設・教師・教材で教えるという急成長期あるいは復興期にありがちな混沌とした状況もありがちだった。そこで大阪の民間の中国語の学習組織のメンバーが中心となり、学習者に級別の学習目標を示し、その目標の達成度をできるだけ客観的に計り得ることが必要と考えたのが本検定試験の創設の理由である。なお第1回の検定試験は、大阪会場のみで、級も4段階しかなかった。受験者数も全級あわせて60名ほどだった。1985年秋には、試験を全国的に実施するため、協会本部を東京に移転させた。当初は4段階の級別試験であったが、級と級の段差が大きすぎたことから、6段階に改めた。準4級・準1級という「準」のついた級があるのは4段階時代の名残である。1987年9月には、検定試験に関する情報や中国語学習のノウハウを広く受験者や学習者に提供することを目的として、『中国語の環』が発刊された。発刊当初は、会員制購読制だったが、2003年発行の第63号から、各回の試験ごとに無料配布される『受験案内』に別刷りの冊子として綴じ込む形態となった。

## 出題方式および回答方式
試験の出題方式は、まず一次試験については筆記試験およびリスニング試験が課せられる。筆記試験の解答は、マークシートによる選択式および一部記述式を取り入れている。記述式の解答には、簡体字の使用を原則とするが、繁体字の使用も妨げない。ただし、字体の混用は減点対象となる。また、準4級から3級までの日文中訳問題では簡体字を用いることと、試験問題中に明記している。繁体字を用いた場合は減点の対象となる。2級から上の級では、文字よりも表現力に採点の重点が置かれるため、繁体字で統一されていれば減点の対象にはならない。
1級試験および準1級試験には、二次試験があり、一次試験合格者に面接試験が課される。

## 実施要項・日程
試験日は年3回、6月・11月・3月の第4日曜日に行われる。1級は年1回11月のみである。

## 受験会場について
日本国内では、53都市で受験可能である。海外においても、中国国内では、北京・上海・大連・西安・広州そして香港で受験可能である。他にも台北とシンガポールにおいて受験可能である。。

## 各級の認定基準
以下の6級に分けられ、日本中国語検定協会は各級の合格の認定基準を以下のようにしている。
| 級    | 認定基準                                                 | 説明 | 語彙数     | 学習時間の目安 |
| ----- | -------------------------------------------------------- | --- | ---------- | --- |
| 準4級 | 中国語学習の準備完了                                     | 学習を進めていく上での基礎的知識を身につけている                                                                         | 500        | 60～120時間。一般大学の第1年度前期終了あるいは高等学校における第1年度の通年履修または中国語専門学校・講習会などにおいて半年以上の学習。 |
| 4級   | 中国語の基礎をマスター                                   | 平易な中国語を聞くことができる、および話すことができる                                                                   | 500～1000  | 120～200時間。一般の大学の第二外国語における第1年度履修程度。                                                                           |
| 3級   | 自力で応用力を養いうる能力の保証（一般的事項のマスター） | 基本的な文章を読み、および書くことができる。簡単な日常会話ができるという段階                                             | 1000～2000 | 200～300時間。一般大学の第二外国語における第2年度履修程度。                                                                             |
| 2級   | 実務能力の基礎づくり完成の保証                           | 複文を含むやや高度の中国語の文章を読み、3級程度の文章を書くこと、および日常的な話題での会話ができること                  | 非公開     | |
| 準1級 | 実務に即従事しうる能力の保証（全般的事項のマスター）     | 社会生活に必要な中国語を基本的に習得し、通常の文章の中国語訳と日本語訳ができ、簡単な通訳ができる                         | 非公開     | |
| 1級   | 高いレベルで中国語を駆使しうる能力の保証                 | 高度な読解力かつ表現力を有しており、複雑な中国語および日本語（例えば挨拶・講演・会議・会談など）の翻訳および通訳ができる | 非公開     | |

## 「技能審査の成果に基づく単位授与制度」と中検
「技能審査の成果に基づく単位授与制度」とは、高等教育制度の弾力化と、大学における学習機会の多様化を図る目的で、1991年（平成3年）に定められた制度であり、大学設置基準第29条第1項を根拠とする。すなわち「大学は、教育上有益と認めるときは、学生が行う短期大学または高等専門学校の専攻課における学修その他文部科学大臣が別に定める学修を、当該大学における授業科目の履修とみなし、大学の定めるところにより単位を与えることができる」とされる。「文部科学大臣が別に定める学修」とは、平成3年文部省告示第68号によると「<1>国又は一般社団法人若しくは一般財団法人その他の団体が実施し、<2>学校教育法に規定する大学の目的に照らし適切な内容であり、<3>全国的な規模において毎年1回以上行われ、<4>実施の方法が適切かつ公正な知識及び技能に関する審査で、<5>大学において大学教育に相当する水準を有すると認めたものにおける成果に係る学修であることが求められている。一般財団法人日本中国語検定協会主催の中国語検定試験は、これら<1>から<4>までの要件をすべて満たしている。各大学でその大学の基準に照らし「大学教育に相当する水準を有する」と認めた単位の授与が認められる。例えば、「中国語検定」準4級に合格すれば「中国語Ⅰ」の、同4級に合格すれば「中国語Ⅱ」の、同3級に合格すれば「中国語Ⅲ」の単位が授与されるという大学の例がある。

## 2015年前後の受験者数の動向
2015年10月30日、当該検定試験の海外会場の一つである西安交通大学国際教育学院において講演会が実施され、日本中国語検定協会の上野恵司理事長が講演し、この中で受験者数の動向等について言及している。それによると、年間受験者数は2012年に6万人に達したが、以降は減少傾向にあり、その後数年間の年間受験者数は4万人である。減少の主な原因は、日中両国間の政治的緊張の高まりによる学習者の中国語離れにあると考えられるが、2015年前後の緊張緩和ムードを反映してか学習者数に回復の兆しがみられ、当講演時の直近の2回（第85・86回）の受験者数はほぼ前年同年期なみである。2015年前後から見られるようになった顕著な傾向として、準1級と1級の受験者に占める日本国内在住の中国語ネイティブの比率が高まっていることが挙げられる。中検の合格証書が日中・中日の翻訳・通訳能力を有することの証明にもなるからである。

## 日本国内で受験出来る他の中国語資格との比較
| 試験名称 （略称）                       | 主催                             | 特徴 | 会場数                                                 |
| --------------------------------------- | -------------------------------- | --- | ------------------------------------------------------ |
| 漢語水平考試(HSK)                       | 中華人民共和国政府教育部         | 世界中で実施されている国際的な中国語資格。中国政府が公認し、母語が中国語でない人の中国語の能力をはかることに使われる。特に中国国内の大学や、海外の企業で採用、研修の評価基準に利用される。                                                                   | 日本国内：24都市+ネット試験 海外：118の国と地域        |
| 中国語検定試験 (中検)                   | 一般財団法人日本中国語検定協会   | 日本国内ではHSKの次に受験者数が多い試験（2018年はHSK34018人、中検29935人）。日中、中日の翻訳能力を重視する。（詳細は本項で述べる） | 日本国内：53都市 海外：中国とシンガポール              |
| 中国語コミュニケーション能力検定（TECC) | 一般財団法人中国ビジネス交流協会 | 「中国語によるコミュニケーション能力を測定する」の趣旨で34社の企業が協賛し設立。国内企業で採用・昇進・海外派遣要因の選考や社員教育・研修などに活用されている。                                                                                               | 日本国内：8都市 海外：台北・高雄                       |
| 実用中国語技能検定試験                  | アジア国際交流奨学財団           | 文部省より認可を受けた財団法人アジア国際交流奨学財団が、HSKに代わる日本人の手による日本人中国語学習者の能力を検定する検定試験として設立。 | 日本国内：13都市 海外：中国 上海                       |
| 華語文能力測験 （TOCFL）                | 国家華語測験推動工作委員会       | 中華民国（台湾）教育部が実施する中国語を母語としないものを対象とした中国語検定試験。世界各国で試験が実施され、現在受験者の国籍は60ヶ国以上、15万人以上が受験している。台湾国内で実施される大学入学試験及び奨学金申請・中国語能力の公的証明として利用される。 | 日本国内：2都市 海外：台・米・仏・英などその他世界各地 |